# Nirgua (Venezuela)
Pour les articles homonymes, voir Nirgua.
Nirgua est le chef-lieu de la municipalité de Nirgua dans l'État d'Yaracuy au Venezuela. Autour de la ville s'articule la division territoriale et statistique de Capitale Nirgua.

## Histoire
La ville est fondée le 25 janvier 1625 par Don Juan de Meneses.